# Rendezvous in Paris
Rendezvous in Paris oder auch Das große Einmaleins ist ein emanzipatorischer Roman von Vicki Baum. Es ist der erste Roman, den die Autorin 1935 im Exil in Los Angeles schrieb.

## Inhalt
Die wohlbehütete und vom Anwaltsgatten vernachlässigte Evelyn Droste bricht für eine Affäre mit einem Amerikaner aus und setzt ihre bürgerliche Existenz aufs Spiel. Für Frank ist sie nur ein Abenteuer, doch Evelyn folgt ihm für ein Wochenende nach Paris. Gatte Kurt wähnt sie mit Freundin Marianne auf dem Lande. Auf dem Heimflug stürzt das Flugzeug ab. Kurt erfährt erst jetzt von der Einsamkeit Evelyns.
Die Geschichte wird im Roman aus drei Perspektiven (Protagonistin, Ehemann, Liebhaber) erzählt.

## Verfilmung
1950 wurde der Roman von René Clément unter dem Originaltitel Le Château de verre (dt. Rendezvous in Paris (1950)) erstmals mit Michèle Morgan verfilmt.
1982 erfolgte die Verfilmung durch Gabi Kubach mit Claude Jade als Evelyne, ebenfalls unter dem Titel Rendezvous in Paris (1982).